# Öcher Platt
Als Öcher oder auch Oecher Platt [ˈœɕɐ] oder als Aachener Mundart bezeichnet man den mitteldeutschen Dialekt, der in Aachen gesprochen wird. Es handelt sich um einen Übergangsdialekt, welcher der ripuarischen Dialektgruppe angehört, jedoch in seinen Merkmalen auch von vielen Einflüssen aus dem Südniederfränkischen geprägt ist.
Das Öcher Platt hat eine markante und für aus anderen deutschsprachigen Regionen stammende Menschen eigenartig klingende Sprachmelodie, die häufig auch als „Singsang“ bezeichnet wird.

## Bezeichnung
Öcher/Oecher bedeutet im Öcher Platt „Aachener“, wodurch die lokale Begrenzung des Dialekts auf die Stadt Aachen deutlich wird. Dies ist analog zu umliegenden Städten, wo beispielsweise das Dürener Platt oder das Eschweiler Platt gesprochen wird. Die Buchstabenfolge „ch“ wird im Öcher Platt anders als in der standarddeutschen Aussprache etwa wie „sch“ (als ein stimmloser alveolopalataler Frikativ [ɕ]) ausgesprochen.

## Sprachliche Einordnung
Öcher Platt ist für Personen, die ausschließlich Standarddeutsch verstehen, kaum verständlich. Es gehört der ripuarischen Dialektgruppe an.
Das Aachener Platt hat sehr viel Verwandtschaft mit den Dialekten der in den Niederlanden liegenden benachbarten Provinz Limburg, insbesondere mit dem Vaalser Platt („Völzer“), Bocholtzer Platt („Bocheser“) und dem Kerkrader Platt („Kirchröadsj“), sowie mit dem Eupener Platt im nördlichen deutschsprachigen Belgien.
Bei den Funktionalwörtern reichen die Gemeinsamkeiten des Öcher Platt mit dem Niederländischen über Aachen bis zum Stolberger Platt („Schtollbärjer Platt“) und bilden somit eine klare Abgrenzung zum zentralen Rheinland (Kölsch). Sie grenzen sich ferner aufgrund ihres Vokalismus, Konsonantismus und auffälliger Formen im Plural und Präteritum von den Dialekten des südlichen Niederrheins und des zentralen Rheinlands ab.
Öcher Platt ist nicht mit der im Alltag weiter verbreiteten und näher am standarddeutschen angelehnten Aachener Variante des Rheinischen Regiolektes zu verwechseln, die zum Teil grammatikalische Eigenheiten und einige Wörter und Wendungen des Öcher Platt übernommen hat.

## Vokabular, Redewendungen und Ausdrücke
| Öcher Platt                     | Hochdeutsch |
| ------------------------------- | --- |
| Hazz                            | Herz |
| Net                             | Nicht |
| Jlatte Jrosche                  | Jemand, der nicht zu packen ist („glatter Groschen“).                                                                           |
| Wenn et net reänt, da dröppt et | Wenn es nicht regnet, dann tropft es (hat mit Regen nichts zu tun, sondern meint, dass man auch mit wenig zufrieden sein kann.) |
| Ich han et Hazz av              | („Ich habe das Herz ab“); bedeutet: „Ich kann nicht mehr!“                                                                      |
| Och härm/Ochhärm                | Ausdruck des Mitgefühls |
| Dubbele merssi                  | Vielen Dank |
| Jecke Verzäll                   | Dummes Gerede |

## Verbreitung und Pflege
Der Dialekt wird auch in Aachen seit dem Zweiten Weltkrieg immer seltener gesprochen, sodass er vor allem von älteren Personen, welche in Aachen aufgewachsen sind, genutzt wird.
Die Mundartpflege wird in vielen Aachener Vereinen und Institutionen gepflegt. Neben dem 1907 gegründeten Verein „Öcher Platt e. V.“ sind es vor allem die Mundarttheater „Alt-Aachener Bühne 1919 e. V.“, „Öcher Schängche“, „Aachener Heimattheater Bühnenfreunde 1947 e. V.“ und von 1990 bis 2016/2017 der „Öcher Verzäll e. V.“, die sich der Aachener Mundart widmen. Auch an einigen Aachener Schulen werden junge Menschen in Form von Arbeitsgemeinschaften oder Projektwochen an diesen Dialekt herangeführt. Schließlich werden über das Jahr verteilt zu verschiedenen Anlässen auch kirchliche Messen in Öcher Platt zelebriert. Darüber hinaus wird für besondere Verdienste um die Förderung, den Erhalt und die Pflege der Aachener Mundart jährlich der THOUET Mundartpreis der Stadt Aachen vergeben.
Das Öcher Platt wird vor allem im  Karneval im größeren Umfang eingesetzt. Büttenreden, Karnevalslieder, Transparente und ähnliches sind in Platt gehalten. Aachener Karnevalssitzungen und -veranstaltungen sind daher für Personen aus anderen Gegenden Deutschlands mitunter schwer zu verfolgen.

## Mundartautoren
- Heinrich Janssen
- Joseph Müller